# 浸信宣道會明基小學
浸信宣道會明基小學（英語：Conservative Baptist Ming Kay Primary School），為香港觀塘區一所已停辨的津貼小學，於1968年創立，1997年因秀茂坪邨重建而停辦。

## 歷史
此校於1965年起由浸信宣道會西差會向政府申辦，並於1967年進入磋商階段，直到1968年6月獲批出一所位於秀茂坪邨的「火柴盒」小學。
同年9月，此校正式創立，命名為「明基小學」，為一所半日制小學，首年開辦上午校10班，至翌年才增設下午校。
由於觀塘區適齡學童驟減，加上校舍所在的秀茂坪邨第9期需於1997年重建。因此，明基小學下午校早於1992年或以前停辦，而僅餘的上午校亦在重建同年停辦，而未畢業學生均由同邨秀茂坪天主教小學接收。

## 校舍
此校為一座獨立「火柴盒」小學，鄰近重建前的第30-31座，不計地下共有5層，設有24間課室。
隨著秀茂坪邨重建，此校舍已於1997年停用，隨後於1998年初連同第30-31座拆卸。原址於2001年完成重建，現為同一屋邨的秀和樓；至於此校操場前的合歡樹，則於重建時得以保留至今。

## 歷屆行政人員

### 校監[3]
- 高本立 牧師（Rev. Bruce Ker）（1968年-1969年，創校校監）
- 貝嘉樂 牧師（Rev. Carl G. Beach）（1969年-1970年、1977年-1978年、？年-1997年，末任校監）
- 斐榮基 牧師（Rev. Bob Phillips）（1970年-1973年）
- 杜嘉麗 女士（Ms. M. E. Douglas）（1973年-1977年、1978年-？）[11]

### 校長

#### 上午校
- 廖寅顯 先生（1968年-？，創校校長；後曾任基督書院及港九潮州公會中學校長）[12]
- 劉文儀 女士（原為下午校創校校長）[3]
- 龐磐傑 先生（？-1983年，後調至同系呂明才小學出任創校校長）[13]
- 朱小皿 先生（1983年-？，後改任下午校末任校長）[11]
- 丁群英 女士（？-1997年，末任校長）[14]

#### 下午校
- 劉文儀 女士（1969年-？，創校校長）[12]
- 趙維本 先生[3]（後轉職至彩坪浸信會，再轉往新加坡教授神學）
- 區厚發 先生[11]
- 朱小皿 先生（？-1992年或以前，末任校長）[1]